# Embrujo (película de 1941)
Embrujo es una película de Argentina en blanco y negro dirigida por Enrique Telémaco Susini según su propio guion escrito en colaboración con Pedro Miguel Obligado que se estrenó el 18 de junio de 1941 y que tuvo como protagonistas a Alicia Barrié, Santiago Gómez Cou, Jorge Salcedo y Pepita Serrador.

## Sinopsis
Los amores del emperador Pedro I de Brasil, luego de la independencia del país, con Domitila de Castro, marquesa de Santos.

## Reparto
- Alicia Barrié
- Lalo Bouhier
- Amery Darbón
- Francisco Pablo Donadío
- Santiago Gómez Cou
- Pablo Lagarde
- George Rigaud
- María Ruanova
- Jorge Salcedo
- Pepita Serrador
- Carlos Tajes
- Ernesto Vilches
- Mecha Cobos
- Celia Podestá
- Carlos Langlemei
- Ignacio Villa (como Bola de Nieve)

## Comentarios
Manrupe y Portela comentan sobre el filme:

"Sorprendente aproximación a un episodio de la historia y la leyenda de Brasil. Una superproducción pionera en la utilización de un tema histórico extranjero. Fastuosa y ajena, fue exhibida en Brasil con doblaje al portugués"

En su momento La Nación dijo en su crónica:

"Unos amores célebres en una película local ...Espectáculo atrayente por su visualidad y colorido y de tono mutable y ágil, circunspecto en su dignidad y no la historia dramática de rojo color y humana vibración pasionales a que debería invitar también el asunto...Un cuadro veraz...tomado a grandes rasgos y sin agudezas de la faz espiritual, a partir del grito de Ipiranga"